# Platystele vetulus
Platystele vetulus är en orkidéart som beskrevs av Carlyle August Luer och Alexander Charles Hirtz. Platystele vetulus ingår i släktet Platystele och familjen orkidéer. Inga underarter finns listade i Catalogue of Life.